# Otomantis aurita
Otomantis aurita är en bönsyrseart som beskrevs av Henri Saussure och Leo Zehntner 1895. Otomantis aurita ingår i släktet Otomantis och familjen Hymenopodidae. Inga underarter finns listade i Catalogue of Life.